# سمير أباعقيل
سمير أباعقيل .. حكم كرة سلة دولي مغربي من مواليد 5 يونيو 1970 بمدينة تازة

يحمل الشارة الدولية منذ 30 مارس 2004 بعد أن اجتاز بنجاح في تونس الاختبار الدولي، ويشغل حالياً أيضاً مهمة مدير تقني بالجامعة الملكية المغربية للرياضة المدرسية.

مثل التحكيم العربي والإفريقي في مجموعة من المحافل الدولية والقارية :
- دورة ألعاب البحر الأبيض المتوسط 2005 - ألميريا ، إسبانيا
- بطولة أمم إفريقيا للرجال 2009 - ليبيا
- بطولة العالم لأقل من 19 عام نساء 2009 - تايلاند
- بطولة العالم للرجال 2010 - تركيا
- بطولة العالم لأقل من 19 عام رجال 2011 - لاتفيا
- أولمبياد لندن 2012 - لندن ، بريطانيا
- بطولة أمم إفريقيا للرجال 2013 - ساحل العاج
- دوري كرة السلة الأمريكي الصيفي 2014 - الولايات المتحدة